# DARKNESS I
『DARKNESS I』（ダークネス ワン）は、1995年8月30日に発表された、浅川マキの2枚目のベストアルバムである。

## 解説
- 初期作品（1960年代）から現在（1990年代）。浅川マキ ゼロアワーシリーズ・ベストアルバム第1弾[1]。
- DISC 1は“初期作品集”と題し、デビュー・アルバム『浅川マキの世界』（1970年）から5枚目のアルバム『裏窓』（1973年）よりセレクトされた14曲を収録。
- DISC 2は“JAZZ VERSION”と題し、1980年代以降のアルバム『ONE』（1980年）、『CAT NAP』（1982年）、『マイ・マン』（1982年）、『Stranger's Touch』（1990年）から11曲を収録。
- 1988年に発売された2枚組ベストアルバム『DARKNESS』とは別のアルバムであり、当アルバム発売時に『DARKNESS』は廃盤となっている。ライナーノーツには以下の記述がある。

## 収録曲
曲名後の〈〉内はオリジナルアルバム名。

### DISC 1 初期作品集
1. 夜が明けたら〈浅川マキの世界〉
作詞・作曲：浅川マキ
2. ふしあわせという名の猫〈浅川マキの世界〉
作詞：寺山修司／作曲：山木幸三郎
3. 淋しさには名前がない〈浅川マキの世界〉
作詞・作曲：浅川マキ
4. ちっちゃな時から〈浅川マキの世界〉
作詞：浅川マキ／作曲：むつひろし
5. めくら花〈浅川マキ II〉
作詞：藤原利一／作曲：浅川マキ
6. ゴビンダ〈浅川マキ II〉
作詞・作曲：不詳（PD）
7. 別れ〈MAKI LIVE〉
作詞・作曲：浅川マキ
  - 紀伊國屋ホールライブ
8. にぎわい〈MAKI LIVE〉
作詞：浅川マキ／作曲：かまやつひろし
  - 紀伊國屋ホールライブ
9. 難破ブルース〈浅川マキ・ライヴ・夜〉
日本語詞：浅川マキ／作曲：ベッシー・スミス
  - 京都大学西部講堂ライブ
10. セント・ジェームス病院〈裏窓〉
日本語詞：浅川マキ／作曲：J.Primrose
  - 神田共立講堂ライブ
11. 裏窓〈裏窓〉
作詞：寺山修司／作曲：浅川マキ
  - キッド・アイラックホールにて収録
12. ハスリン・ダン〈ブルー・スピリット・ブルース〉
日本語詞：浅川マキ／作曲：J.Crawford
13. あの娘がくれたブルース〈ブルー・スピリット・ブルース〉
作詞・作曲：浅川マキ
14. 花いちもんめ〈浅川マキ II〉
作詞：寺山修司／作曲：山木幸三郎

### DISC 2 JAZZ VERSION
1. 都会に雨が降る頃〈ONE〉
作詞：浅川マキ／作曲：山下洋輔
2. あの男がピアノを弾いた〈ONE〉
作詞・作曲：浅川マキ
3. 港町〈マイ・マン〉
作詞：L.Hughes／日本語詞：斎藤忠利／作曲：山下洋輔
4. グッド・バイ〈マイ・マン〉
作詞：浅川マキ／作曲：板橋文夫
5. 暗い眼をした女優〈CAT NAP〉
作詞：浅川マキ／作曲：近藤等則
6. 忘れたよ〈CAT NAP〉
作詞：浅川マキ／作曲：近藤等則
7. 新曲”B”〈CAT NAP〉
作詞：浅川マキ／作曲：近藤等則
8. 夕暮れのまんなか〈CAT NAP〉
作詞：山内テツ／作曲：近藤等則
9. ちょっと長い関係のブルース〈マイ・マン〉
作詞・作曲：浅川マキ
10. ちょっと長い関係のブルース〜今夜はおしまい〈Stranger's Touch〉
作詞・作曲：浅川マキ
11. マイ・マン Single Version〈マイ・マン+1〉
作詞・作曲：A.Willemetz J.Charles M.Yvain／日本語詞：浅川マキ

## 演奏者
DISC 2
- 近藤等則 - Trumpet, Percussion
- 本多俊之 - Sax, Flute, keyboards, Piano
- 山下洋輔 - Piano
- 渋谷毅 - Piano
- 川端民生 - Bass
- ボビー・ワトソン - Bass
- 杉本喜代志 - Guitar
- トニー・メイデン - Guitar
- 飛田一男 - Guitar
- つのだひろ - Drums
- アンドレ・フィッシャー - Drums
- 森山威男 - Drums

## レコーディング・スタッフ
- 吉野金次:Sound Producer
- 田村仁:Photo
- 高松廣興:せなまる舎
- 小林ふさ子:Costume
- 関根有紀子:Lightning
- 泉公徳:Design
- 小島みどり:Editor
- 相川洋一:Mastering Engineer
- 水谷淳一:Director
- 加茂啓太郎:Promotion
- 下河辺静三:A&R Producer
- 中曽根純也:Exective Producer